# Ion Tripșa
Ion Tripșa (Alba Iulia, 30 marzo 1934 – 2001) è stato un tiratore a segno romeno, vincitore della medaglia d'argento ai Giochi olimpici di Tokyo 1964 nella pistola da 25 metri.
Nella stessa specialità, otto anni dopo, partecipò anche a Tokyo 1964 classificandosi 25º.
In carriera vanta anche due argenti ai Campionati mondiali di tiro di Wiesbaden 1966 e Phoenix 1970.

## Palmarès
- Giochi olimpici

Tokyo 1964: argento nella pistola da 25 metri.
- Campionati mondiali di tiro

Wiesbaden 1966: argento nella pistola da 25 metri.
Phoenix 1970: argento nella pistola da 25 metri.